# 小行星1530
小行星1530（1530 Rantaseppa）是一颗围绕太阳公转的小行星。1938年9月16日，爾約·維薩拉在图尔库发现了此天体。
該小行星以芬蘭天文學家希爾卡·蘭塔塞佩-赫萊紐斯命名。
这颗小行星的绝对星等为84.90437等。